# Johan Olin
Johan Frederik Olin (* 30. Juni 1883 in Vihti; † 3. Dezember 1928 in Ingå) war ein finnischer Ringer. Er gewann bei den Olympischen Spielen 1912 in Stockholm eine Silbermedaille im griechisch-römischen Stil im Schwergewicht. Außerdem war er Weltmeister der Berufsringer im freien Stil.

## Leben
Johan Olin begann als Jugendlicher mit dem Ringen. Er war Angehöriger des Schwerathletikklubs Helsingin Atletikklubi. Im Jahre 1911 wurde er erstmals bei einer internationalen Meisterschaft, der Weltmeisterschaft in Helsinki eingesetzt. Ferner war er bei den Olympischen Spielen 1912 in Stockholm am Start. Im Jahre 1915 ging er in die Vereinigten Staaten, nannte sich dort John Olin und wurde Berufsringer. Dabei brachte er es 1916 bis zum Weltmeister der Berufsringer im freien Stil. Insgesamt hielt er sich sieben Jahre in den Vereinigten Staaten auf. 1922 kehrte er nach Helsinki zurück. Johan Olin ist bereits im Jahre 1928 im Alter von nur 45 Jahren verstorben.

## Erfolge als Amateurringer
Obwohl sich Johan Olin bei den finnischen Meisterschaften im Schwergewicht niemals unter den drei ersten Siegern platzieren konnte, wurde er 1911 bei der Weltmeisterschaft in Helsinki eingesetzt. Er startete dort im Schwergewicht und verlor alle Kämpfe, die er zu bestreiten hatte gegen seine finnischen Landsleute Yrjö Saarela, Emil Backenius, Adolf Lindfors und Alex Järvinen. Er belegte deshalb bei fünf Teilnehmern nur den 5. und damit letzten Platz.
Wesentlich besser lief es für ihn dann ein Jahr später, bei den Olympischen Spielen 1912 in Stockholm, Im Schwergewicht, griech.-röm. Stil, siegte er dort über Raoul Paoli aus Frankreich, Gustaf Lindström aus Schweden und Jakob Neser aus Deutschland. Dann folgte eine Niederlage gegen Kalle Viljamaa und ein Sieg über Yrjö Saarela, beides Landsleute von ihm. In seinem letzten Kampf der Hauptrunde wurde er dann kampflos Sieger über Sören Marius Jensen aus Dänemark. Dem damaligen Reglement entsprechend war er damit aber noch nicht Olympiasieger, sondern musste in einem extra angesetzten Entscheidungskampf noch einmal gegen Yrjö Saarela ringen. Diesen Entscheidungskampf gewann Saarela und Johan Olin musste sich mit der Silbermedaille begnügen.

## Laufbahn als Berufsringer
Johan Olin ging 1915 in die Vereinigten Staaten und wurde dort in Worcester (Massachusetts) ansässig. Er nannte sich dort John Olin und stellte sich auf den freien Stil um. Nach einigen Aufbaukämpfen gegen schwächere Gegner bekam er am 11. Dezember 1916 in Springfield (Massachusetts) die Chance gegen den amtierenden Weltmeister im freien Stil Joe Stecher um den Titel zu kämpfen. Beide Ringer fielen dabei nach einer Kampfzeit von 2 Stunden und 20 Minuten entkräftet aus dem Ringe. Während sich John Olin in den Ring zurück begab, konnte Joe Stecher den Kampf wegen einer Schulterverletzung, die er sich bei diesem Sturz zugezogen hatte, nicht weiterkämpfen. Neuer Weltmeister war damit John Olin. Allerdings wurde dieser Sieg von Olin nicht von allen damals existierenden Berufsringer-Verbänden und nicht in allen amerikanischen Staaten anerkannt. Einige führten weiterhin Joe Stecher als Weltmeister, weil er von Olin nicht im Kampf besiegt worden ist.
Am 2. Mai 1917 verlor John Olin den Weltmeistertitel in Chicago an Ed Lewis, der ihn nach einer Kampfzeit von 2 Stunden und 37 Minuten besiegte. Duplizität der Ereignisse: John Olin musste diesen Kampf wegen einer Schulterverletzung aufgeben. Eigenartigerweise anerkannten diesmal aber alle Verbände den neuen Weltmeister Ed "Strangler" Lewis an, obwohl er Olin ja auch nicht im Kampf besiegt hatte.
In den folgenden Jahren versuchte John Olin noch mehrmals wieder Weltmeister zu werden. Es gelang ihm aber nicht. Er bestritt folgende Kämpfe:
- am 15. März 1918 verlor er in Savannah, gegen Ed Lewis nach einer Kampfzeit von 1 Stunde und 73 Minuten;
- am 12. April 1918 verlor er in Des Moines gegen Earl Caddock in zwei Gängen in 54 Minuten und 10 Sekunden und 10 Minuten und 10 Sekunden;
- am 15. Dezember 1919 verlor er in Springfield gegen Joe Stecher nach 2 Stunden und 2 Minuten Kampfzeit durch eine Armschere;
- am 25. November 1920 verlor er in Boston gegen Joe Stecher nach einer Kampfzeit vorn 43 Minuten und 45 Sekunden durch eine Kopfklammer;
- am 16. Januar 1922 in Columbus und am 7. Februar 1922 in Springfield verlor er jeweils gegen den Polen Stanislaus Zbyszko